# Nacliodes microsippia
Nacliodes microsippia là một loài bướm đêm thuộc phân họ Arctiinae, họ Erebidae.